# 國土安全 (第5季)
美國電視片集國土安全的第5季，由2015年10月4日開始播映，全季一共十二集。此劇劇情基於由Gideon Raff 創作、主編及執導的以色列電視片集Hatufim(中文初譯：戰爭的囚犯，英文：Prisoners of War) ，並由Howard Gordon 和Alex Gansa改編。

## 演員及角色

### 主要／常規演員
- 克萊兒·丹妮絲 飾演凱莉·麥迪遜, 前中情局情報官員，患有躁鬱症，現時為柏林一個慈善基金工作。
- 魯伯特·弗蘭德 飾演 Peter Quinn, 中央情報局特別行動科情報員。
- Sebastian Koch 飾演 Otto Düring, 德國慈善家，凱莉的老闆。
- 米兰达·奥图 飾演 Allison Carr, 時任中情局柏林情報站站長，直接遽屬索爾.
- 亞歷山大·斐林 飾演 Jonas Hollander, Düring 慈善基金的法律顧問，凱莉的男友。
- Sarah Sokolovic（英语：Sarah Sokolovic） 飾演 Laura Sutton, 美國駐德國記者，為 Düring 基金會工作。
- F·莫瑞·亞伯拉罕 飾演 Dar Adal, 一名巳退休的特別行動專家, 時任中情局領導人。
- 曼迪·帕廷金 飾演 索爾·貝倫遜, 中情局歐洲情報工作頭目，凱莉的師父。

### 本季演員
- Atheer Adel 飾演 Numan, 一名電腦黑客，意外下載了CIA的機密檔案。
- 妮娜·霍斯 飾演 Astrid, Quinn's 前女友，為德國聯邦情報局BND工作。
- Allan Corduner 飾演 Etai Luskin, 以色列駐德國大使.
- Mark Ivanir 飾演Ivan Krupin, 俄羅斯情報員。等
- René Ifrah 飾演 Bibi Hamed, 醫生，曾拹助 Quinn.
- Micah Hauptman 飾演 Mills, CIA技術員，在柏林情報站工作。
- Sven Schelker 飾演 Korzenik,  Numan 的朋友。
- Morocco Omari 飾演 Conrad Fuller, CIA情報員，在柏林情報站工作。
- Makram J. Khoury 飾演 Samir Khalil, 伊拉克人，曾幫助凱莉.
- Darwin Shaw 飾演 Ahmed Nazari, 一個腐敗的伊拉克律師。
- Steve Nicolson 飾演 Boris, 俄羅斯駐德國大使.
- John Getz 飾演 Joe Crocker.
- Suraj Sharma 飾演 Aayan Ibrahim, 在凱莉的一次幻覺中出現。
- Alex Lanipekun 飾演 Hank Wonham, 中情局宫員。

## 情節
丞接上一季的兩年後, 凱莉已經不再為中情局工作, 改為在柏林的一個慈善基金任職。 本季包含幾個現實世界議題，包括 伊斯兰國, 俄羅斯總統普京, 巴沙尔·阿萨德,查理周刊总部枪击案, 以及爱德华·斯诺登.

## Production
2014年11月4日宣布續訂全新第五季共12集.2015年4 月,確定本季整季都會在柏林拍攝，這是美國電視史上第一次將整季拍攝工作都放在柏林. 2015年6月,公布4 個主要季度角色， 包括 Sebastian Koch, Miranda Otto, Alexander Fehling 和 Sarah Sokolovic. 拍攝工作於6月2 日在柏林正式開始。第五季的執行制作人包括： Alex Gansa, Howard Gordon, Gideon Raff, Alexander Cary, Chip Johannessen, Meredith Stiehm, Patrick Harbinson, Lesli Linka Glatter, Avi Nir, 以及 Ran Telem.